# Frente (término militar)
| Unidad militar        | Soldados             | Mando            |
| --------------------- | -------------------- | ---------------- |
| Escuadra              | 6-12                 | Cabo             |
| Sección               | 12-24                | Sargento         |
| Pelotón               | 20-50                | Teniente         |
| Compañía              | 100-250              | Comandante       |
| Batallón              | 300-1,000            | Teniente coronel |
| Regimiento            | 1,000-3,000          | Coronel          |
| Brigada               | 3,000-5,000          | General          |
| División              | 6,000-25,000         | General          |
| Cuerpo de ejército    | 20,000-60,000        | General          |
| Ejército              | 80 000-300 000       | General          |
| Frente                | 400,000-1,000,000    | General          |
| Teatro de operaciones | 1,000,000–10,000,000 | General          |

Mapa que ilustra el frente Occidental en 1915–16.En azul,la batalla del somme Primera Guerra Mundial.

La palabra frente tiene diversos significados en el ámbito militar: 
- En el teatro de operaciones, el lado que por constituir la frontera de los dos Estados beligerantes o presentar un terreno favorable al combate, es ocupado primeramente por el ejército que toma la ofensiva y en el cual toma posiciones aquel que se ve obligado a permanecer a la defensiva, aunque sea momentáneamente, recibe el nombre de frente estratégico del teatro.
- Frente estratégico del ejército o frente de operaciones: es la línea más o menos regular que resulta de unir las cabezas de las columnas que avanzan hacia sus respectivos objetivos.

En un conflicto armado, un frente es una frontera reivindicada por fuerzas opuestas. El término contrario es retaguardia. Un frente puede ser local o tan grande como un Teatro de operaciones, del mismo modo que puede ser táctico, como el Frente Occidental en la frontera entre Francia, Bélgica y Alemania en la Primera Guerra Mundial.
El frente doméstico se ha usado para establecer las actividades del sector civil de un estado en guerra, incluyendo la producción de material de guerra.
Durante la Guerra Polaco-Soviética y la Segunda Guerra Mundial, los ejércitos polaco y soviético usaban el término frente para designar un grupo de ejércitos.

## Frente de combate o de batalla
Es el que ocupa cada una de las unidades componentes del ejército en el orden de batalla.
Según el Reglamento alemán de 1821, el frente de combate de las tropas desplegadas, depende del objeto del combate, del apoyo que puedan tener las alas y del terreno.
En el caso de que las tropas estén apoyadas por ambos flancos, el frente es limitado. Si no están apoyados más que por un flanco o si combaten solas, su frente será ya dependiente del objeto que se persiga. Varía según el despliegue y actitud del enemigo.
Este frente es diferente en el ataque y en la defensa. En un terreno favorable bien organizado pueden admitirse frentes anchos. Con frecuencia se combatirá por agrupaciones de momento. Con un frente demasiado extenso se corre el peligro de ser roto por el centro. Con un frente muy restringido se puede ser desbordado o envuelto. Sin embargo, un ancho frente será con frecuencia la primera condición de un gran éxito. 
La articulación de las tropas depende, en primer lugar, de la misión. Todo combate decisivo exige un orden de combate profundo y reservas disponibles. Se ha querido fijar un tipo de «densidad del frente», es decir, del número de hombres por metro de dicha línea. Se han recomendado las cifras máximas de siete hombres de densidad de frente en el ataque y de cinco en la defensa. El citado Reglamento, al ocuparse de esta cuestión al tratar el ataque dice lo siguiente: «La designación de frentes de ataque y de objetivos determinados a las unidades de infantería, da lugar a sectores de ataque de diferentes anchuras. Queda, según esto, en manos del mando el mejor medio de aumentar el escalonamiento en profundidad ante el punto decisivo, asignando frentes estrechos a los sectores que ataquen, realizando así su táctica. Será muy útil también designar una fracción guía sobre la cual regulen las demás su movimiento antes de entrar en acción por enlace lateral. En lo que concierne a los frentes de combate, se puede admitir para fijar ideas, que en el ataque una división compuesta de tres regimientos de infantería y bien provista de artillería podrá recibir a su cargo un frente de 3 a 4 km en terreno favorable a todas las armas. Se pueden conseguir frentes mayores haciendo entrar en acción las unidades por grupos y dejando huecos en los intervalos. Si este procedimiento se exagera, no sólo será difícil dirigir el combate, sino lo que es más importante ir acumulando refuerzos en el sitio decisivo repartidos en profundidad. No se pueden dar indicaciones precisas sobre los frentes que se deben asignar a las unidades inferiores. el frente de un batallón encuadrado variará en general ente 400 y 800 m. El cometido, los efectivos disponibles, el terreno, el apoyo que preste la artillería del sector o de los sectores inmediatos, ejercerán una influencia decisiva en la determinación de los frentes. En cuanto al reparto de fuerzas, hay que pensar constantemente en que nunca será bastante en el punto decisivo. Sin embargo, habrá que evitar un amontonamiento excesivo en la zona de ataque, lo que traería consigo el que muchas unidades muy importantes no tomasen parte en el combate y sufriesen, sin embargo, pérdidas considerables».

## Frente a todos lados
Con esta fase se ha designado en algunos reglamentos tácticos, lo que en otros se llama agrupación, formación compacta contra la caballería. «Cuando una compañía fuese atacada por la caballería y no pudiese reunirse a otra fuerza, formará en columna por medias secciones, cerrará los intervalos y se dará voz de frente a todos lados». (Marqués del Duero, Táctica de infantería).

## Frente en una fortificación
En los trazados de las obras defensivas es el conjunto de éstas que corresponde a cada uno de los lados del polígono fortificado. Por el modo de ser flanqueado cada uno de ellos reciben las denominaciones de frente abaluartado, atenazado o poligonal.

## Otros tipos
En castrametación se llama frente de banderas a la primera fila de tiendas o barracones de un campamento y también al espacio que ocupan. Delante de él se oponían las armas en pabellones, sobre los cuales y en el centro del mismo se situaba la bandera. La guardia se colocaba en el frente de banderas y en él formaban las tropas para los actos de servicio. 